# Sioux Falls Skyforce 2013-2014
La stagione 2013-14 dei Sioux Falls Skyforce fu l'8ª nella NBA D-League per la franchigia.
I Sioux Falls Skyforce vinsero la Central Division con un record di 31-19. Nei play-off vinsero i quarti di finale con i Canton Charge (2-1), perdendo poi la semifinale con i Fort Wayne Mad Ants (2-0).

## Roster
| N°  | Naz.                   | Ruolo | Sportivo          | Anno | Alt. | Peso |
| --- | ---------------------- | ----- | ----------------- | ---- | ---- | ---- |
| 2-7 | Stati Uniti (bandiera) | G     | Quincy Douby      | 1984 | 191  | 79   |
| 7   | Stati Uniti (bandiera) | G     | Tre Kelley        | 1985 | 183  | 85   |
| 9   | Stati Uniti (bandiera) | G     | Chris Allen       | 1988 | 191  | 93   |
| 9   | Stati Uniti (bandiera) | G     | John Allen        | 1989 | 185  | 86   |
| 10  | Stati Uniti (bandiera) | G     | Larry Drew        | 1990 | 188  | 82   |
| 11  | Stati Uniti (bandiera) | G     | Tajuan Porter     | 1988 | 170  | 70   |
| 11  | Stati Uniti (bandiera) | G     | Charlie Westbrook | 1989 | 193  | 89   |
| 14  | Stati Uniti (bandiera) | G     | DeAndre Liggins   | 1988 | 198  | 95   |
| 15  | Stati Uniti (bandiera) | A     | Orion Outerbridge | 1988 | 206  | 100  |
| 15  | Stati Uniti (bandiera) | A     | Jamine Peterson   | 1988 | 198  | 102  |
| 18  | Stati Uniti (bandiera) | A     | Ryan Evans        | 1990 | 203  | 98   |
| 21  | Stati Uniti (bandiera) | A     | Bill Walker       | 1987 | 198  | 100  |
| 22  | Stati Uniti (bandiera) | A     | Anthony Mason     | 1987 | 201  | 93   |
| 23  | Stati Uniti (bandiera) | G     | A.J. Davis        | 1987 | 198  | 95   |
| 32  | Stati Uniti (bandiera) | A     | Craig Smith       | 1983 | 201  | 120  |
| 33  | Stati Uniti (bandiera) | C     | Justin Hamilton   | 1990 | 213  | 118  |
| 34  | Regno Unito (bandiera) | C     | Chris Ayer        | 1985 | 208  | 113  |
| 42  | Stati Uniti (bandiera) | A     | Alex Oriakhi      | 1990 | 206  | 116  |

## Staff tecnico
- Allenatore: Pat Delany
- Vice-allenatori: Octavio De La Grana, Sean Rooks
- Preparatore atletico: Dustin Schramm